# Riksväg 47
Der Riksväg 47 ist eine schwedische Fernverkehrsstraße in Västra Götalands län, Jönköpings län und Kalmar län.

## Verlauf

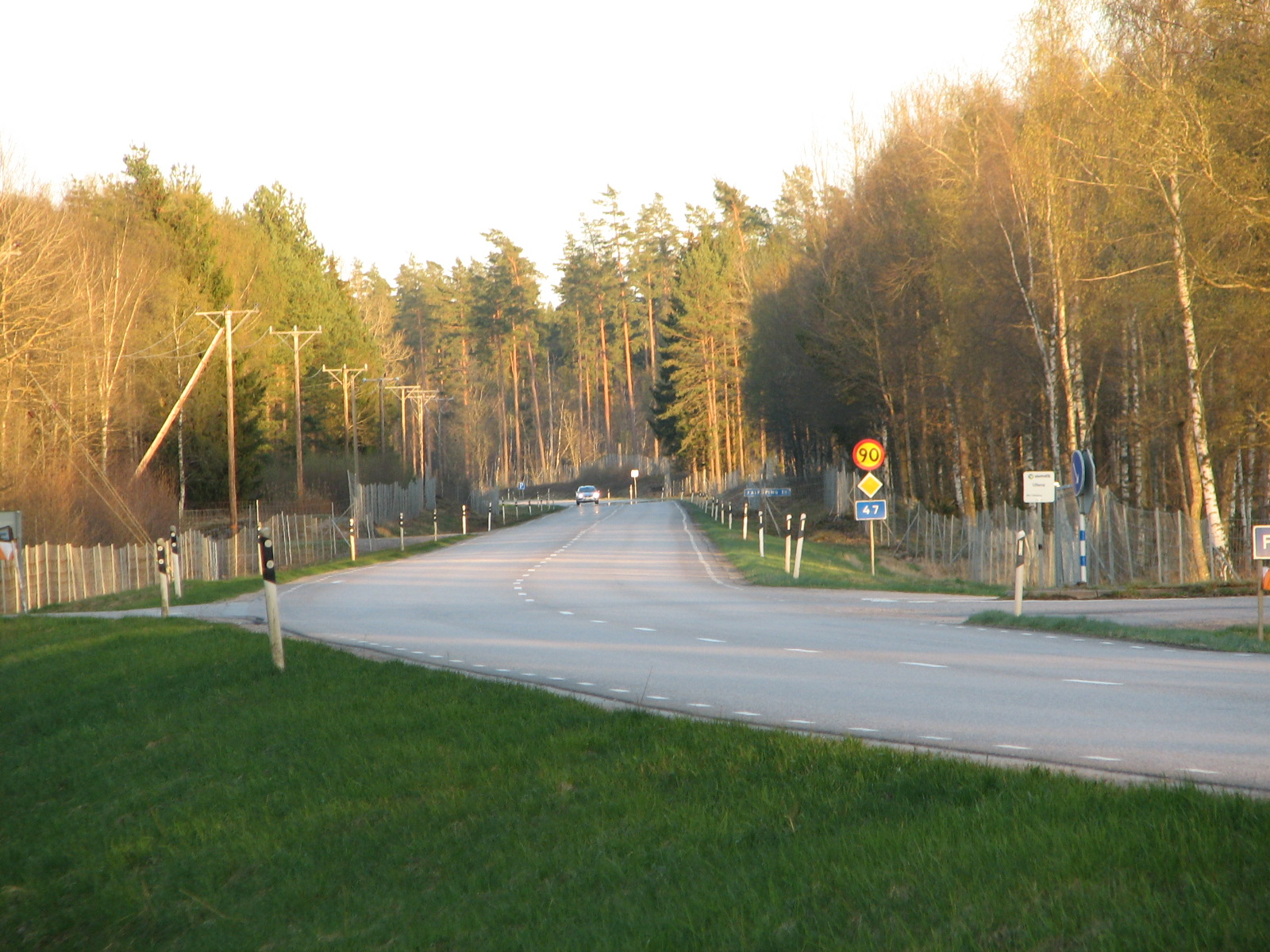
Die Straße bei Ullene (2007)

Die Straße führt von Trollhättan über Falköping und Jönköping am Südende des Sees Vättern nach Osten, kreuzt in Jönköping den Europaväg 4 und führt weiter über Nässjö und Vetlanda nach der Hafenstadt Oskarshamn am Kalmarsund, in der sie am Europaväg 22 endet.
Die Länge der Straße beträgt rund 327 km; hiervon entfallen allerdings 182 km auf gemeinsame Führung mit anderen Reichsstraßen.

## Geschichte
Die Straße trägt ihre derzeitige Nummer auf ihrer ganzen Länge seit dem Jahr 2007. Mit der Nummerierung sollte eine attraktive Verbindung zur Fähre nach Gotland geschaffen werden.